# Union (Oregon)
Union è una città degli Stati Uniti d'America situata nell'Oregon, nella Contea di Union.